# Vulkáni hamu

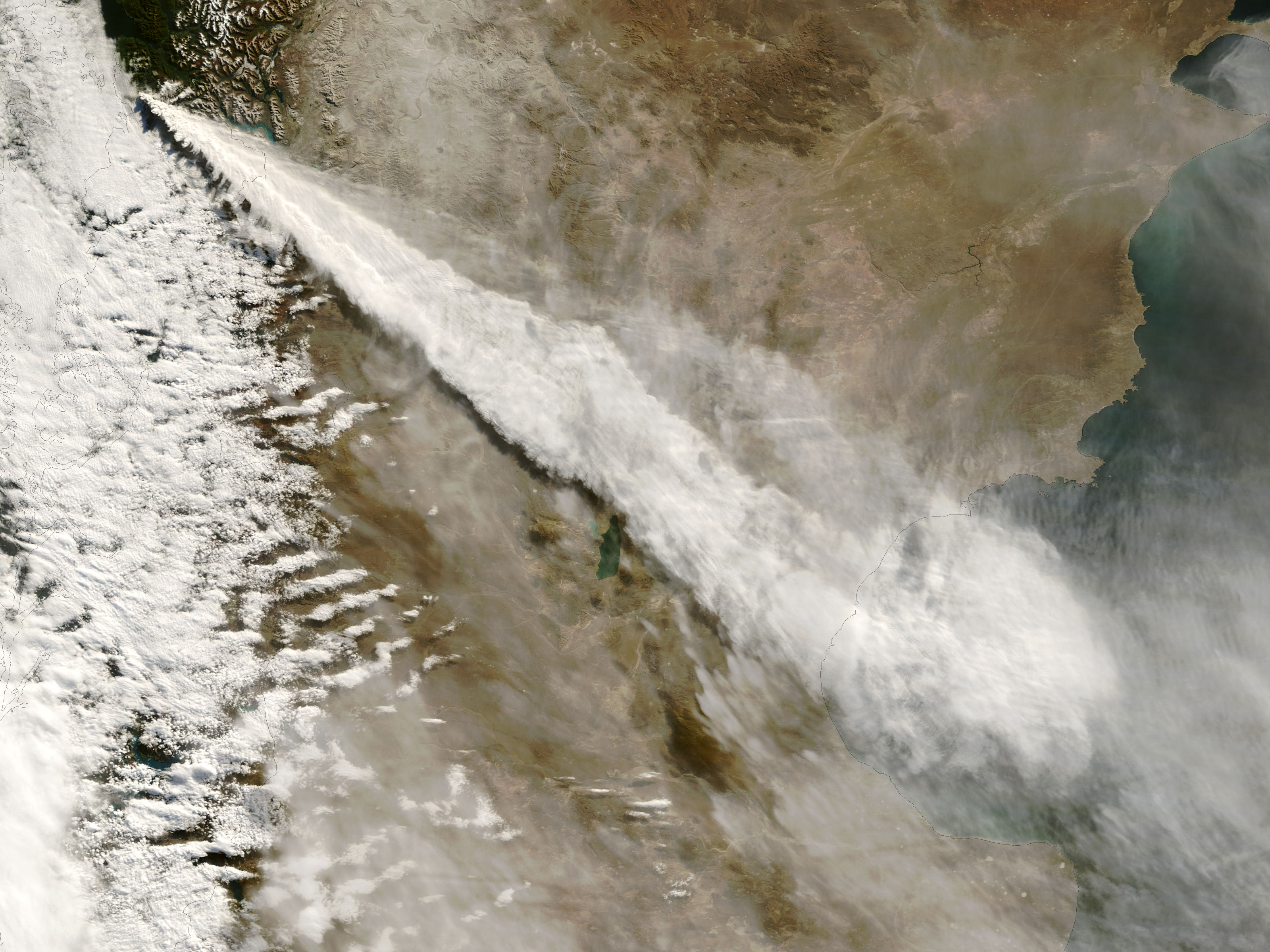
Vulkáni hamu terjedése a chilei Chaiten vulkán kitörésekor (műholdfelvétel, 2008)

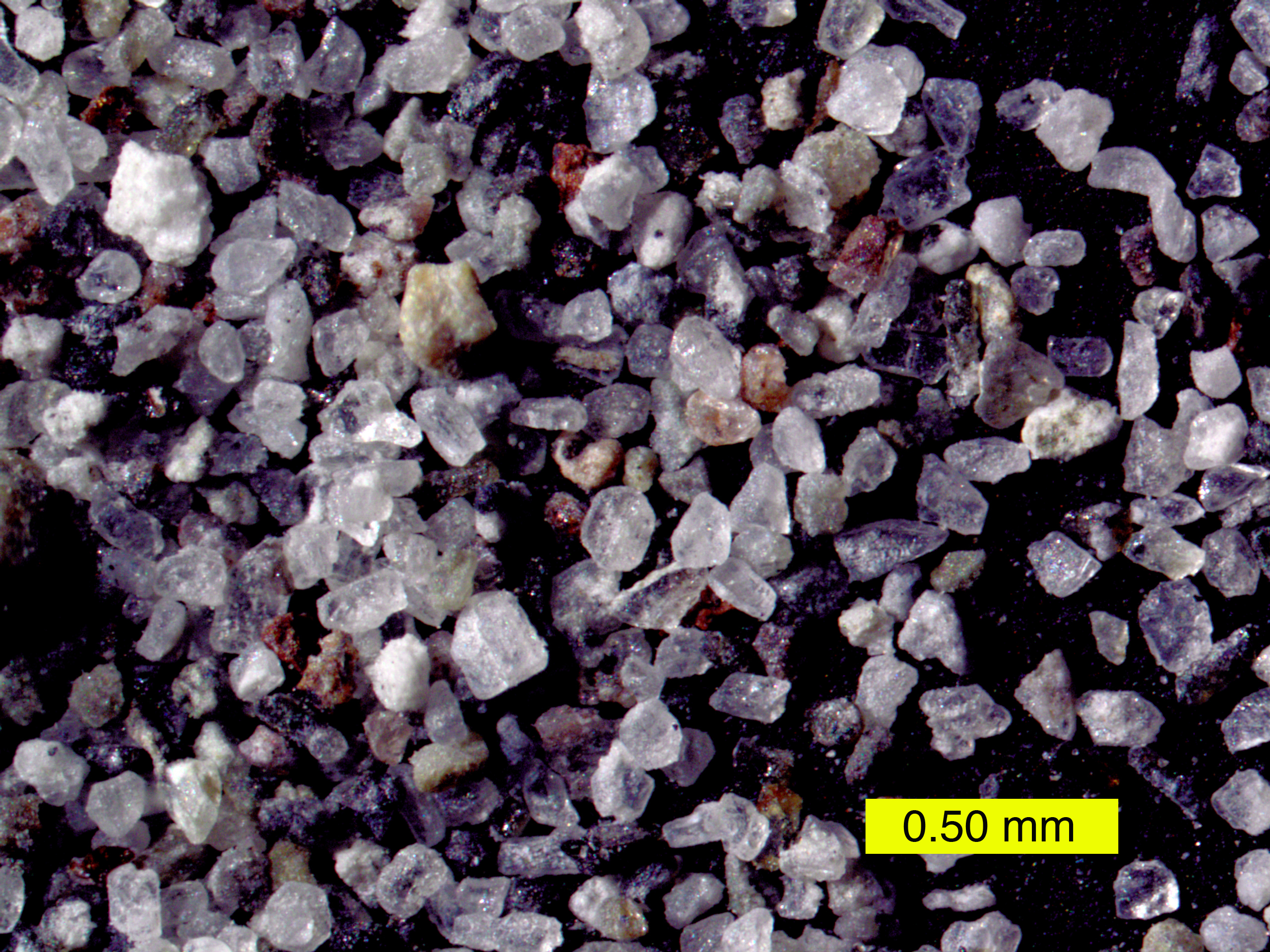
Mount Saint Helens, USA

A vulkáni hamu egy vulkáni kitörés során a kráterből kilökődött 2 mm-nél kisebb átmérőjű kőzetdarabok gyűjtőneve. A vulkáni tefra méret szerinti osztályozásának legkisebb kategóriája. A vulkáni hamu a kitörés során darabokra tört kőzetek és a magma apró szemcséi alkotják. Kitörés esetén, a vulkán felett kialakuló kitörési oszlop elsősorban hamuból, gázokból és gőzökből áll. Összecementeződése során a tufa nevű kőzet keletkezik.
Az égés során keletkező hamutól eltérően, amely puha és könnyű, a vulkáni hamu kemény és nehéz. Vízben nem oldódik, és főleg nedves állapotában jól vezeti az elektromosságot. Emiatt a kitörésekkor fellépő hamuzápor során az égbolt gyakorta sárga vagy ködös, gyakorta villámlás és dörgés kíséri. Kénes illata van.
A vulkáni hamu legpusztítóbb megjelenési formája a piroklaszt sűrűségár. Ez általában a kitörési oszlop összeomlása során keletkezik, amikor a vulkán lejtőjén forró hamuból, gázokból és egyéb kőzetdarabokból álló lavina keletkezik. Ez általában több száz Celsius-fok hőmérsékletű, és hatalmas sebességgel zúdul alá a vulkán oldalán.
A vulkáni hamu nem mérgező, viszont belélegzése halálos lehet, elsősorban asztmában vagy más légúti betegségekben szenvedők számára. A tüdőbe kerülő vulkáni hamu cementálódhat, ami szintén halálos kimenetelű. A durva felülete miatt irritálja és horzsolja a szem felületét.
A vulkáni hamu nagy veszélyt jelent a repülőgépek számára, a finom szemcsék ugyanis károsítják a hajtóműveket.